# レイズアネイティヴ
レイズアネイティヴ（Raise a Native、1961年 - 1988年）は、アメリカ合衆国の競走馬・種牡馬。現役時代は4戦目で骨折引退したため2歳時しか走っていないが、グレートアメリカンステークス、ジュヴナイルステークスなど4戦4勝の成績を残し、1963年アメリカ最優秀2歳牡馬に選ばれた。グレートアメリカンステークスではアケダクト競馬場ダート5.5ハロンのレコードとなる1分2秒6のタイムを出している。
引退後はスペンドスリフトファームで種牡馬として供用され、大種牡馬ミスタープロスペクターをはじめとしてイクスクルーシヴネイティヴ、アリダーほか78頭のステークスウイナーを送り出した。母の父としても180頭のステークスウイナーを出し成功している。

## 競走成績
- 1963年（4戦4勝）アメリカ最優秀2歳牡馬
  - グレートアメリカンステークス、ジュヴナイルステークス

## 主な産駒
- ミスタープロスペクター (Mr. Prospector) - イギリス・アメリカリーディングサイアー
- マジェスティックプリンス (Majestic Prince) - ケンタッキーダービー、プリークネスステークス、サンタアニタダービー
- アリダー (Alydar) - アメリカリーディングサイアー、シャンペンステークス、フロリダダービー、ブルーグラスステークス、フラミンゴステークス、サプリングステークス、トラヴァーズステークス
- イクスクルーシヴネイティヴ (Exclusive Native) -  アーリントンクラシックステークス
- クラウンドプリンス (Crowned Prince) - イギリス最優秀2歳馬、デューハーストステークス、シャンペンステークス
- ネイティヴパートナー - 繁殖牝馬として成功。
- ラヴラヴィン - 繁殖牝馬として成功。

日本での代表産駒に関屋記念、セントウルステークスに勝ったニフティニースがいる。

## 血統表
| レイズアネイティヴの血統（ネイティヴダンサー系 / Whisk Broom5×4=9.38% Fair Play5×5=6.25%） | レイズアネイティヴの血統（ネイティヴダンサー系 / Whisk Broom5×4=9.38% Fair Play5×5=6.25%） | レイズアネイティヴの血統（ネイティヴダンサー系 / Whisk Broom5×4=9.38% Fair Play5×5=6.25%） | （血統表の出典）      | （血統表の出典） |
| 父 Native Dancer 1950年 芦毛                                                               | 父の父Polynesian 1942年 黒鹿毛                                                             | Unbreakable                                                                                | Sickle                | Sickle           |
| 父 Native Dancer 1950年 芦毛                                                               | 父の父Polynesian 1942年 黒鹿毛                                                             | Unbreakable                                                                                | Blue Glass            |                  |
| 父 Native Dancer 1950年 芦毛                                                               | 父の父Polynesian 1942年 黒鹿毛                                                             | Black Polly                                                                                | Polymelian            | Polymelian       |
| 父 Native Dancer 1950年 芦毛                                                               | 父の父Polynesian 1942年 黒鹿毛                                                             | Black Polly                                                                                | Black Queen           |                  |
| 父 Native Dancer 1950年 芦毛                                                               | 父の母Geisha 1943年 芦毛                                                                   | Discovery                                                                                  | Display               | Display          |
| 父 Native Dancer 1950年 芦毛                                                               | 父の母Geisha 1943年 芦毛                                                                   | Discovery                                                                                  | Ariadne               |                  |
| 父 Native Dancer 1950年 芦毛                                                               | 父の母Geisha 1943年 芦毛                                                                   | Miyako                                                                                     | John P.Grier          | John P.Grier     |
| 父 Native Dancer 1950年 芦毛                                                               | 父の母Geisha 1943年 芦毛                                                                   | Miyako                                                                                     | La Chica              |                  |
| 母 Raise You 1946年 栗毛                                                                   | 母の父Case Ace 1934年 鹿毛                                                                 | Teddy                                                                                      | Ajax                  | Ajax             |
| 母 Raise You 1946年 栗毛                                                                   | 母の父Case Ace 1934年 鹿毛                                                                 | Teddy                                                                                      | Rondeau               |                  |
| 母 Raise You 1946年 栗毛                                                                   | 母の父Case Ace 1934年 鹿毛                                                                 | Sweetheart                                                                                 | Ultimus               | Ultimus          |
| 母 Raise You 1946年 栗毛                                                                   | 母の父Case Ace 1934年 鹿毛                                                                 | Sweetheart                                                                                 | Humanity              |                  |
| 母 Raise You 1946年 栗毛                                                                   | 母の母Lady Glory 1934年 黒鹿毛                                                             | American Flag                                                                              | Man o'War             | Man o'War        |
| 母 Raise You 1946年 栗毛                                                                   | 母の母Lady Glory 1934年 黒鹿毛                                                             | American Flag                                                                              | Lady Comfey           |                  |
| 母 Raise You 1946年 栗毛                                                                   | 母の母Lady Glory 1934年 黒鹿毛                                                             | Beloved                                                                                    | Whisk Broom           | Whisk Broom      |
| 母 Raise You 1946年 栗毛                                                                   | 母の母Lady Glory 1934年 黒鹿毛                                                             | Beloved                                                                                    | Bill and Coo F-No.8-f |                  |